# Hitaikakushi

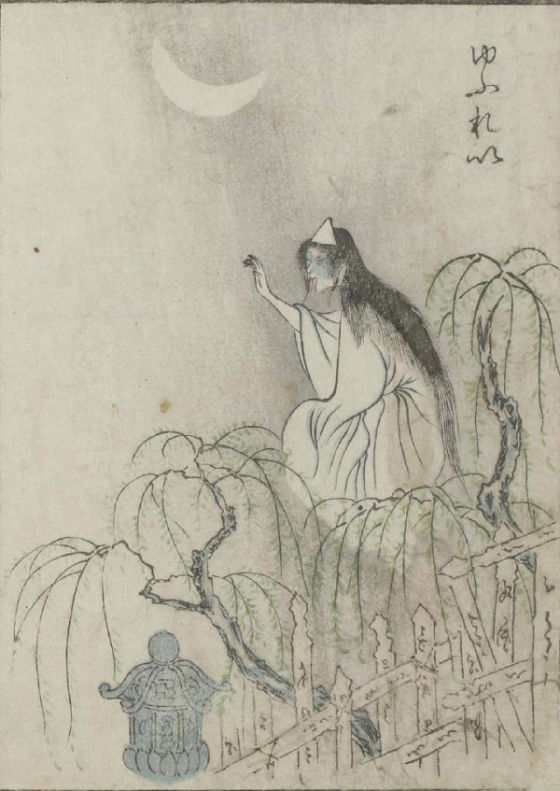
Opera del periodo Meiji che rappresenta uno yūrei che indossa un hitaikakushi sulla fronte.

Hitaikakushi (額隠 o ひたいかくし?) è un copricapo triangolare di stoffa o carta che, secondo il folklore giapponese, di solito indossano sulla fronte gli yūrei.

## Descrizione
È un sottile pezzo di stoffa bianca o di carta tagliata e piegata in modo tale da formare un triangolo equilatero. È posto sulla parte superiore della fronte, con uno dei vertici rivolto verso l'alto, dai vertici rimanenti si dipartono due lacci che si legano intorno alla testa garantendone  la tenuta.

## Storia
Nel folclore giapponese, l'hitaikakushi è tra gli elementi più presenti nella rappresentazione degli yūrei, esseri spesso  femminili con un carattere  marcatamente vendicativo. Nella cultura giapponese, e in tutte le rappresentazioni artistiche dai dipinti alle opere teatrali , è pieno di riferimenti agli yūrei che, tuttavia, in molte opere più arcaiche vengono ritratti privi di hitaikakushi. Le prime notizie sull'uso di questo capo risalgono al periodo Heian.
Il motivo della presenza dell'hitaikakushi sulla fronte dello yūrei è incerto e si è perso nel tempo, sebbene alcuni indichino come uno dei motivi sia mostrare che il defunto è risorto a uno stato superiore. Un'altra corrente suppone che serva a proteggere lo spirito dai demoni in modo che non entrino attraverso la testa impossessandosi del cadavere privo di anima, mentre un'altra teoria indica che la presenza dell'hitaikakushi costringa lo yūrei a vagare tra il mondo dei vivi e quello dei morti.

## Etimologia
La parola giapponese proviene dell'unione di due kanji:
- Il primo è hitai (額? , kanji  composto da 18 tratti con vari significati, uno dei quali è "fronte").[2]
- Il secondo è kakushi (隠? un  kanji di 14 tratti il cui significato è nascondere/occultare).[3]

Nel corso della storia ha assunto altri nomi a seconda della regione , cappello (帽子?, bōshi), stoffa (布?, nuno), cappuccio (頭巾?, zukin).